# ISS-Expedition 44
ISS-Expedition 44 ist die Missionsbezeichnung für die 44. Langzeitbesatzung der Internationalen Raumstation (ISS). Die Mission begann mit dem Abkoppeln des Raumschiffs Sojus TMA-15M von der ISS am 11. Juni 2015. Das Ende wurde durch das Abkoppeln von Sojus TMA-16M am 11. September 2015 markiert.

## Mannschaft
- Gennadi Iwanowitsch Padalka (5. Raumflug), Kommandant (Russland/Roskosmos) (Sojus TMA-16M)[2]
- Michail Borissowitsch Kornijenko (2. Raumflug), Bordingenieur (Russland/Roskosmos) (Sojus TMA-16M/Sojus TMA-18M)
- Scott Kelly (4. Raumflug), Bordingenieur (USA/NASA) (Sojus TMA-16M/Sojus TMA-18M)

Zusätzlich ab 23. Juli 2015:
- Oleg Dmitrijewitsch Kononenko (3. Raumflug), Bordingenieur (Russland/Roskosmos) (Sojus TMA-17M)
- Kimiya Yui (1. Raumflug), Bordingenieur (Japan/JAXA) (Sojus TMA-17M)
- Kjell Lindgren (1. Raumflug), Bordingenieur (USA/NASA) (Sojus TMA-17M)

Während normalerweise eine ISS-Mission nach dem Abdocken einer Sojus für kurze Zeit mit drei Personen betrieben wird, war die Reihenfolge in diesem Fall umgekehrt. Bis zum Abdocken von Sojus TMA-16M und dem Ende dieser Mission waren somit außerdem diese Gäste an Bord der ISS:
- Sergei Alexandrowitsch Wolkow (3. Raumflug) (Russland/Roskosmos) (Sojus TMA-18M)
- Andreas Mogensen (1. Raumflug) (Dänemark/ESA) (Sojus TMA-18M/Sojus TMA-16M)
- Aidyn Aimbetow (1. Raumflug) (Kasachstan/KazKosmos) (Sojus TMA-18M/Sojus TMA-16M)[3]

Im September 2013 wurde bekannt, dass der ursprünglich nominierte Kommandant Juri Lontschakow das Kosmonautenkorps aus finanziellen Gründen verlassen hat, später setzte der damalige Direktor von Roskosmos, Oleg Ostapenko, ihn als Leiter des Juri-Gagarin-Kosmonautentrainingszentrums ein. Mit Gennadi Padalka wurde einer der erfahrensten Kosmonauten Roskosmos’ als Ersatz berufen.

## Missionsbeschreibung
Erstmals wurde auf der ISS die Einsatzzeit von Besatzungsmitgliedern mit Michail Kornijenko und Scott Kelly auf ein Jahr verlängert, um die Effekte lang andauernder Schwerelosigkeit in Hinblick eines bemannten Marsfluges besser studieren zu können. Auf den dadurch zwei freien Plätzen im Raumschiff Sojus TMA-18M brachte der Kosmonaut Sergei Wolkow den ESA-Astronauten Andreas Mogensen und den kasachischen Kosmonauten Aidyn Aimbetow zur ISS. Die beiden absolvierten eine Kurzzeitmission und kehrten mit Sojus TMA-16M zusammen mit Padalka zur Erde zurück. Dieser erreichte mit 878 Tagen einen neuen Rekord zum Aufenthalt im Weltraum. Padalka war an fünf Missionen beteiligt.
Nach dem Fehlstart des Raumtransporters Progress M-27M wurde der Beginn der Expedition 44 vom 16. Mai auf den 11. Juni 2015 verschoben, um möglichst lange auf der ISS mit sechs Raumfahrern forschen zu können.
Am 16. Juli 2015 musste die damals noch dreiköpfige Besatzung in ihr „Rettungsboot“ Sojus TMA-16M wechseln, nachdem die Station für den autonomen Betrieb konfiguriert wurde. Der Grund war die Annäherung von Weltraummüll eines alten russischen Wettersatelliten. Für ein Ausweichmanöver, ein so genanntes „Predetermined Debris Avoidance Maneuver“, war die Zeit von der Erkennung der Gefahr bis zu deren Eintritt zu kurz. Dies war bereits das vierte Mal im ISS-Programm, dass so verfahren wurde. Nachdem das „pizzaschachtelgroße“ Teil um 12:01 UTC in sicherer Entfernung an der Station vorbeigeflogen war, kehrte die Crew ca. zehn Minuten später wieder in die ISS zurück.

## Außenbordarbeit
Am 10. August 2015 absolvierten Gennadi Padalka und Michail Kornijenko für 5 Stunden und 31 Minuten über das Schleusenmodul Pirs einen Außenbordeinsatz. Dabei installierten sie am russischen Segment neue Ausrüstung, reinigten Bullaugen von außen, „entsorgten“ eine alte Antenne ins All und fotografierten detailliert das Äußere der Station.

## Frachterverkehr
Am 28. Juni brach die 2. Stufe einer Falcon-9-Trägerrakete auseinander. Dabei ging der Frachter Dragon CRS 7 verloren. Mit an Bord war der erste von 2 Kopplungsadaptern für neue US-Raumschiffe.
Progress M-28M startete am 3. Juli und koppelte am 5. Juli an die Station. Progress M-26M wurde am 14. August abgekoppelt und zum Verglühen gebracht.
HTV 5 wurde am 19. August ins All gebracht und am 24. August mittels Stationsmanipulator Canadarm2 an Harmony-Nadir angelegt.

## Bahnmanöver
Bahnkorrekturen mit den Triebwerken von Progress M-26M fanden am 18. Juni, 10. Juli, am 26. Juli zum Ausweichen vor Weltraumschrott sowie mit den Triebwerken von Progress M-28M am 31. August und am 7. September statt.

## Aussetzen von Kleinsatelliten
Auch im Verlauf der ISS-Expedition 44 wurden Kleinsatelliten, die zuvor mit einem unbemannten Transporter zur Station gelangten, ausgesetzt. Dies waren am 13. Juli Flock 1e-1 und 2, am 14. Juli Flock 1e-3 bis 6, am 15. Juli Flock 1e-7 bis 12 und am 16. Juli 2015 Flock 1e-13 und 14 sowie Arkyd-3R und Centennial 1. Während die Flock-Satelliten der US-Firma Planetary Labs Erdfotografie betreiben, handelt es sich bei Arkyd-3R um ein Testteleskop von Planetary Ressources zur Bahnvermessung von erdnahen Asteroiden und bei Centennial 1 um einen Satelliten für technologische Tests.